# Václav Bečvář (sollevatore)
Václav Bečvář (České Budějovice, 17 settembre 1908 – 1978) è stato un sollevatore cecoslovacco che gareggiò nella categoria dei pesi massimi.

## Carriera
Fu per dieci volte campione cecoslovacco (nel 1930, 1931, 1934, 1936, 1945 e dal 1949 al 1953) e prese parte ai Giochi olimpici di Berlino nel 1936, piazzandosi all'undicesimo posto.
Campione europeo ad Essen nel 1933, ai campionati mondiali di Filadelfia nel 1947 conquistò la medaglia di bronzo. Partecipò anche ai campionati mondiali ed europei di Parigi nel 1946, piazzandosi rispettivamente al sesto e al quarto posto.